# Возняк, Гарри
Джеймс Генри (Гарри) Возняк (англ. James Henry (Harry) Wozniak, род. 27 июня 1964, Барбадос) — барбадосский пловец. Участник летних Олимпийских игр 1984 года.

## Биография
Гарри Возняк родился 27 июня 1964 года на Барбадосе.
Учился в Висконсинском университете в Милуоки. В соревнованиях по плаванию представлял его команду «Милуоки Пантерз».
В 1984 году вошёл в состав сборной Барбадоса на летних Олимпийских играх в Лос-Анджелесе. Выступал в трёх дисциплинах плавательной программы. На дистанции 200 метров баттерфляем занял предпоследнее, 7-е место в полуфинале, показав результат 2 минуты 13,17 секунды и уступив 13,8 секунды попавшему в финал с 3-го места Питеру Уорду из Канады. На дистанции 200 метров комплексным плаванием занял 6-е место в полуфинале, показав результат 2.22,49 и уступив 18,89 секунды попавшему в финал с 1-го места Алексу Бауману из Канады. На дистанции 400 метров комплексным плаванием занял предпоследнее, 6-е место в полуфинале, показав результат 4.53,87 и уступив 28,49 секунды попавшему в полуфинал с 4-го места Стиву Поултеру из Великобритании.